# Markus Seidel
Markus Seidel (* 4. Januar 1969 in Wilhelmshaven) ist ein deutscher Schriftsteller und Gründer verschiedener Textagenturen.

## Leben
Nach einer Lehre als Buchhändler in Hannover (1990–1992) studierte er Germanistik und Philosophie in Hannover (u. a. bei Chris Bezzel, dem „Entdecker“ Peter Handkes), Wien und Berlin. Während seiner Buchhändlerausbildung und seines Studiums schrieb er regelmäßig Literaturkritiken für verschiedene Blätter (u. a. Hannoversche Allgemeine Zeitung, ab 1995 für die Berliner Zeitung).
Im letzten Semester seines Studiums in Berlin verfasste er seinen ersten Roman Umwege erhöhen die Ortskenntnis, der ihn 1998 einem breiteren Publikum bekannt machte und von der Kritik überaus gelobt wurde. Danach widmete er sich ausschließlich dem Schreiben. Zwei Jahre später folgte Freischwimmer, dann Vom Stand der Dinge, worin Seidel seine Erfahrungen als Leistungsschwimmer einfließen ließ (in den 80er Jahren war er deutscher Rekordhalter im Marathonschwimmen, er schwamm 1985 42 und ein Jahr später 43 Kilometer) und wofür er das Alfred-Döblin-Stipendium erhielt; darauf folgte Und alle Zeit der Welt. Nach der Fertigstellung seines fünften Buches Satt (2003) zog Seidel sich vorerst aus dem Literaturbetrieb zurück. Danach schrieb er gelegentlich Beiträge für verschiedene Zeitungen (wie etwa 2004 über eine Kanada-Reise in der Frankfurter Allgemeinen Zeitung sowie 2006 über ein Schreibseminar für Die Zeit) und verfasste 2008 unter Pseudonym das Buch zu einem Kinofilm (Die Briefe der Josefine Eylandt).
Seidel führt seit 2005 eine Agentur für Ghostwriting und Lektorat in Hamburg. 2011 gründete er die Textagentur „plagiat-bereinigung“, worüber auch die Medien (z. B. Tagesthemen und NDR Aktuell) – teilweise kritisch – berichteten. Seit Ende 2015 produziert er in seiner Agentur „meine-beste-geschichte.de“ Hörbücher für Privatkunden.
Überdies gründete er 2016 mit mein-comic.com eine Agentur, die individuelle Comics für Privatkunden und Unternehmen anfertigt. Im Februar 2016 erschien „Von Leuten, die ihre Brille verlieren und sich einen Porsche kaufen“ (Roman) als E-Book.
2018 erschien sein Kurzgeschichtenband „Hasen, die Haken schlagen“ im Verlag „Literatur-Quickie“ (Hamburg).
2024 erschien im Verlag Omnino (Berlin) sein Roman „Die letzten Tage vor dem Schweigen“, in dem er das Leben des Philosophen Ludwig Wittgenstein thematisiert.

## Werke
- Umwege erhöhen die Ortskenntnis. Roman. 1998, ISBN 3-426-61520-7.
- Freischwimmer. Roman. 2000, ISBN 3-426-61540-1.
- Vom Stand der Dinge. Roman. 2001, ISBN 3-7951-1765-8.
- Und alle Zeit der Welt. Roman. 2002, ISBN 3-7951-1771-2.
- Satt. Roman. 2003, ISBN 3-426-62606-3.
- Kreativ schreiben. Ratgeber. 2013, ISBN 978-3-8476-3412-6.
- Mit Ihrem E-Book zu mehr Erfolg. Ratgeber. 2013, ISBN 978-3-8476-3474-4.
- Müllersches Volksbad. Roman. 2013, ISBN 978-3-8476-3267-2.
- Hasen, die Haken schlagen. Stories. 2018, ISBN 978-3-945453-51-3.
- Die letzten Tage vor dem Schweigen, 2024, ISBN 978-3-95894-287-5